# 张樾丞
张樾丞（1883年12月13日—1961年1月15日），原名福荫，字樾丞，以字行，出生于河北邢台新河县南小寨村，清末篆刻家，有“铁笔圣手”之誉，是新中国开国大印（中华人民共和国中央人民政府之印）的制作者，“同古堂”的创始人。

## 生平

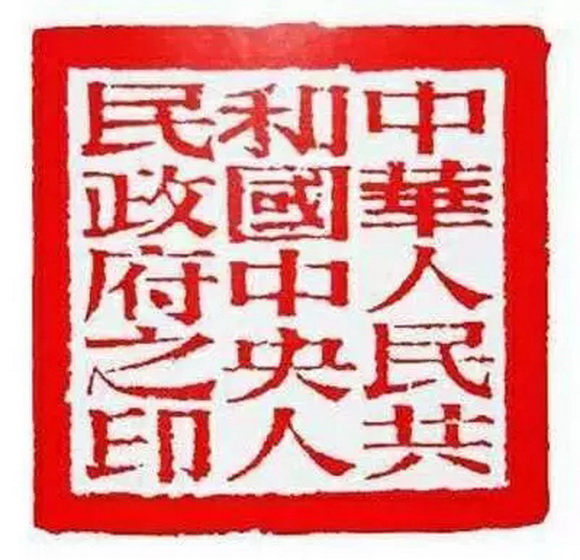
中华人民共和国中央政府之印印样

1903年到北京，在琉璃厂益元斋刻字铺当学徒，期间钻研篆艺，面对前人印谱，朝夕揣摩，大有所得。
1907年正式出师，在琉璃厂来薰阁琴书处开业治印，自定润格，求印者日多。
1908年，琉璃厂藻玉堂主人王雨请张樾丞为梁启超所书的“龙飞虎卧”刻字，此字刻出，名声大振。
1909年，经宝熙引荐，为清朝末代皇帝溥仪制作“宣统御笔”、“宣统御览之宝”、“无逸斋精鉴玺”等8枚印，尤以“无逸斋精鉴玺”最为精到。
1910年移寓明远阁，在治印之余兼刻铜墨盒，学而能熟，熟而能精，很快就以冶铜印为当时一绝，求冶铜印者日多，家道逐渐殷实。这年，他为载涛、载泽、荣臻、宝熙等皇亲贵胄治印，也为当时的内阁协理大臣、后来任过北洋政府总统的徐世昌治印。
1912年，民国肇始，张樾丞此后为段祺瑞、朱启钤、陆征祥、唐绍仪、黄郛、吴佩孚、曹汝霖等北洋政府元首和首脑治印多枚，又为冯玉祥、胡景翼、张宗昌、商震、白崇禧、黄绍竑、王陵基等民国将领治印。同年，张得到一件当时罕见的汉代铜鼓，于是自立门户，号“同古堂”，“同古”为“铜鼓”的谐音。
1949年后，张樾丞为周恩来、朱德刻篆字印，北京市人民政府的大印也出自他的手笔。又经齐燕铭引荐，“中华人民共和国中央政府之印”设计交由张樾丞负责。张设计了隶书、宋体、汉篆、秦篆4种字体印样，后经毛泽东敲定而选用宋体。1953年，政府规定“官印”不许私人刻制，同古堂也于此时关门歇业。1954年公私合营后，张樾丞加入刻字合作社，以治印课徒为生。
1961年1月15日，张樾丞去世，时年78岁。